# Коан, Мартин
Марти́н Ко́ан (исп.  Martín Kohan, январь 1967, Буэнос-Айрес) — аргентинский писатель.

## Биография
Окончил факультет философии и литературы Буэнос-Айресского университета (1990), в 2001 получил там же степень доктора. Преподает теорию литературы в Буэнос-Айресском университете и университете Патагонии.

## Произведения

### Романы
- La pérdida de Laura (1993)
- El informe (1997)
- Los cautivos (2000, исторический роман об Эстебане Эчеверриа, переизд. 2010)
- Dos veces junio (2002)
- Segundos afuera (2005)
- Museo de la Revolución (2006)
- Ciencias morales (2007, испанская премия Эрральде)
- La calle de las Putas (2008)
- Cuentas pendientes (2010)
- Bahía Blanca (2012)

### Сборники рассказов
- Muero contento (1994)
- Una pena extraordinaria (1998)

### Эссе
- Imágenes de vida, relatos de muerte. Eva Perón, cuerpo y política (1998, в соавторстве)
- Zona urbana. Ensayo de lectura sobre Walter Benjamin (2004)
- Narrar a San Martín (2005)

## Признание
Книги Коана переведены на английский, французский, немецкий, итальянский, португальский языки. По его роману Моральные науки (2007) поставлен фильм Диего Лермана Невидимый глаз (2010, см.:  Архивная копия от 22 августа 2010 на Wayback Machine).